# معالم أصول الدين
معالم أصول الدين أو المعالم في أصول الدين، هو كتاب في أصول الدين وعلم الكلام للإمام فخر الدين الرازي (ت 606 هـ).

## مضمون الكتاب
ذكر الإمام الفخر الرازي في خطبته التي قدم بها الكتاب أنه مختصر يشتمل على خمسة أنواع من العلوم المهمة وهي: علم أصول الدين، علم أصول الفقه، علم الفقه، الأصول المعتبرة في الخلافيات. أصول معتبرة في أدب النظر والجدل. ثم ينتقل إلى معالجة النوع الأول وهو علم أصول الدين، ويقتصر كل الكتاب على معالجة هذا النوع الأول فقط، حيث يقسمه إلى أبواب. أما الأنواع الأخرى التي ذكرها فلا يأتي إطلاقاً إلى ذكرها من متن الكتاب.
وأما صُلْبُ الكتاب، فيتضمن إلى جانب المقدمة عشرة أبواب، هي:

- الباب الأول: وهو مؤلف من عدة مسائل (المباحث المتعلقة بالعمل والنظر). الكفرة الرئيسة توضيح المواد الفلسفية المتعلقة بعلم الكلام. وهو يحاول التمييز بين التصور والتصديق. وباعتباره فالتصورات منها ما هو بديهي كالعلوم الضرورية عند الفلاسفة، وعلوم الجملة عند علماء الكلام، ومنها ما هو كسبي. ثم ينتقل إلى كيفية إنتاج العلم، هل نستطيع من خلال تركيب التصديقات البديهية والمحسوسة أن نعلم ما ليس معلوماً؟ ثم إن ذلك يؤدي إلى إنتاج العلم.. وهذا ما يؤدي إلى طرح مسائل عديدة كمسألة النظر والفكر وهو لا يميز بينهما، وهو يتحدث في النظر ووجوبه وفي العلاقة بين النظر الصحيح والعلم والنظر الفاسد والجهل.
- الباب الثاني: في أحكام المعلومات.
- الباب الثالث: في إثبات العلم بالصانع، وفيه يتناول مسألة إثبات واجب الوجود، بعد أن يعرض لطريقة المتكلمين يتوقف عند طريقة ابن سينا في إثباته واجب الوجود عن طريق قسمة الوجود إلى واجب وممكن.
- الباب الرابع والخامس: في صفة القدر والعلم وغيرهما. وهنا يتحدث في الصفات الإلهية وينفي الجسمية (التجسيم) وينفي أيضاً قيام الحوادث بذات الله. ثم يخصص مسألة كلام الله ويناقش معظم الفرق في هذا الأمر. ويخلص إلى اعتبار كلام الله (القرآن الكريم) قديم خلافاً للمعتزلة.
- الباب السادس: في الجبر والقدر وما يتعلق بهما. هذا الباب يتعلق بقدرة العبد على أفعاله. والإمام الرازي يعرض فيه لآراء معظم الفرق.
- الباب السابع: في النبوات، وفيه يعرض لمسألة نبوة محمد ﷺ والدلائل عليها.
- الباب الثامن والتاسع: في النفوس الناطقة وفي أحوال القيامة. ويعرض فهما المسألة النفوس الناطقة هل هي حادثة أم قديمة وأن الإنسان ليس هذا الجسد فقط، وبعد أن يقدم كل الاحتجاجات الممكنة في هذا الأمر يخلص إلى اعتبار أن النفوس مختلفة بحسب ماهيتها وجواهرها. ثم يعرض لمسألة المعاد النفساني معدداً مختلف الآراء في ذلك خالصاً إلى اعتبار أن المعدومات جائز إعادتها وأن حشر الأجساد حق.
- الباب العاشر: في الإمامة. وهو يعرض لمختلف الآراء. فمنهم من أوجبها عقلاً ومنهم من أوجبها سمعاً، ومنهم من أوجبها على الله ومنهم من أوجبها على الخلق. والإمام الرازي يرى وجوبها وجوباً عقلياً.

## نبذة عن المؤلف
يعدُّ فخر الدين الرازي، المتوفَّى عام 606هـ، أحد أهم المجددين في الإسلام وذلك بفضل موسوعيته من جهة، وبوصفه عالِماً مشاركاً في كلّ من: التفسير، والفلسفة، والمنطق، وعلم الكلام، والفقه وأصوله، والأخلاق، واللغة العربية وآدابها، والتاريخ والتراجم، والطب والعلوم الطَّبيعية، والفِرَق والاعتقادات والمعارف العامَّة من جهة أخرى.
وقد وُلِدَ الرَّازي في مدينة الرَّي عام 543هـ أو 544هـ، وتهيأت له مجموعة من العوامل التي ساهمت في تبوئه مكانة علمية كبيرة، كأسرته التي توارثت الاجتهاد في العلم، فوالده المتوفَّى سنة 559هـ من علماء الرَّي المعروفين في الفقه والأصول، كما أنه تتلمذ على ثلَّة من العلماء المهمّين في عصره ومِصْرِه، أولهم والده ضياء الدّين الرَّازي، الشَّهير بخطيب الرَّي، والذي شهد له المؤرّخون بالفضل والتقدُّم في الكلام والأصول والفقه، وشيخه الكمال السّمناني المتوفَّى عام 575هـ الذي تتلمذ عليه في الفقه وأصوله، وشيخه مجد الدّين الجيلي الذي أخذ عنه الكلام والفلسفة والمنطق، ولما ارتحل مجد الدّين إلى مراغة للتدريس فيها رافقه الفخر الرَّازي وقرأ عليه علم الكلام مدَّة طويلة.

## وصلات خارجية
- صفحة الكتاب علي موقع Goodreads
- «معالم أصول الدّين» لفخر الدين الرازي في تحقيق جديد نسخة محفوظة 18 يناير 2018 على موقع واي باك مشين.